# 帕特里克·道尔
帕特里克·道尔（Patrick Alan Doyle, 1953年4月6日—）是苏格兰音乐家和电影配乐作曲家。曾多次獲奧斯卡金像獎及金球奖提名。其餘比較知名的电影有《BJ單身日記》（2001年）、《哈利波特—火盃的考驗》（2005年）及《侠影魔龙》（2006年）等。
道尔早年在蘇格蘭皇家音樂與戲劇學院（Royal Scottish Academy of Music and Drama）学习钢琴和声乐。1974年毕业之后，为一些广播电视小节目写音乐。1987年加入Renaissance Theatre Company，任音乐指挥和作曲。1989年他为簡尼夫·班納导演的英国电影《戰神亨利五世》（Henry V）配乐获得成功。此后他与簡尼夫·班納长期合作。因1991年的《再世驚情》（Dead Again）及1995年由李安导演的《理性與感性》兩度入圍金球奖。

## 主要作品
- 1989
  - 《戰神亨利五世》（Henry V）

- 1990
  - Shipwrecked

- 1991
  - 《再世驚情》（Dead Again），金球獎提名

- 1992
  - 《情證今生》（Indochine）
  - Into the West

- 1993
  - 《情梟的黎明》（Carlito's Way）
  - 《抱得有情郎》（Much Ado About Nothing）
  - Needful Things

- 1994
  - 《科學怪人之再生情狂》《台譯:瑪麗雪萊之科學怪人》（Mary Shelley's Frankenstein）
  - Exit to Eden

- 1995
  - 《小公主》 （A Little Princess）
  - 《理性與感性》（Sense and Sensibility），金球獎及奧斯卡提名
  - Une femme francaise

- 1996
  - 《王子復仇記》（Hamlet），奧斯卡提名
  - Mrs. Winterbourne

- 1997
  - 《驚天爆》(Donnie Brasco)

- 1998
  - Quest for Camelot
  - 《烈愛風雲》（Great Expectations）

- 1999
  - East-West

- 2000
  - Blow Dry
  - 《愛情急轉彎》（Love's Labour's Lost）

- 2001
  - 《BJ單身日記》（Bridget Jones's Diary）

- 2002
  - 《殺死妳的溫柔》（Killing Me Softly）
  - 《高斯福大宅謀殺案》（Gosford Park）

- 2003
  - 《女子十二不設防》（Calendar Girls）
  - 《愛上這個家》（Secondhand Lions）
  - The Galindez File

- 2004
  - Nouvelle-France

- 2005
  - 《哈利波特—火盃的考驗》（Harry Potter and the Goblet of Fire）
  - 《魔法褓姆麥菲》（Nanny McPhee）
  - Jekyll & Hyde
  - Man to Man
  - Wah-Wah

- 2006
  - As You Like It
  - 《侠影魔龙》（Eragon）
  - 《聖劍傳奇》（The Last Legion）

- 2007
  - 《非常衝突》 (Sleuth )
  - Have Mercy on Us All

- 2008
  - 《尼魔島》(Nim's Island)
  - 《異想天開》（Igor）

- 2011
  - 《雷神奇俠》（Thor）
  - 《猿人爭霸戰：猩凶革命》（Rise of the Planet of the Apes）

- 2012
  - 《勇敢传说》（Brave）

- 2015
  - 《仙履奇緣》（Cinderella）

## 外部連結
- Patrick Doyle entry （页面存档备份，存于） at filmtracks.com
- Patrick Doyle在互联网电影资料库（IMDb）上的資料（英文）
- Patrick Doyle Official Website
- Patrick Doyle Interview （页面存档备份，存于） at the Daily Mail